# 丹尼斯·A·羅斯
丹尼斯·A·羅斯（Dennis A. Ross；1959年10月18日—）是美國的一位政治人物。自2011年開始，他是佛羅里達州第15選舉區選出的美國眾議院議員。他的黨籍是共和黨。在當選佛羅里達州15選區的眾議員之前，他曾是佛羅里達州第12選區的眾議院議員。